# Cộng Lạc
Cộng Lạc là một xã thuộc huyện Tứ Kỳ, tỉnh Hải Dương, Việt Nam.
Xã Cộng Lạc có diện tích 5,67 km², dân số năm 1999 là 4395 người, mật độ dân số đạt 775 người/km².

### ĐỀN CÕI
Đền Cõi có tên chữ là Quang Miếu linh từ (đền Quang Miếu) tọa lạc ở làng Hàm Hy (làng Cõi. Đền thờ Hoàng đế Lý Nhân Tông và tam vị đại pháp thiền sư là: Dương Không Lộ, Nguyễn Giác Hải, Phù Vân Quảng Vận. Dương Không Lộ được phong là Quốc sư nhà Lý.
Theo Thần tích của làng Hàm Hy và sách Quốc sư bảo lục của Đặng Xuân Bảng thì đức Không Lộ thiền sư (nói trạnh là Khổng Lồ) quê ở làng Giao Thủy, huyện Hải Thanh (làng Hộ Xá, phủ Xuân Trường xưa). Ngài họ Dương, tên húy là Minh Nghiêm, tên hiệu là Không Lộ. Thánh Mẫu họ Nguyễn, người xã Hán Lý (sau là xã Hưng Long, Ninh Giang). Ngài sinh ngày 14.9 năm Bính Thìn (1016) ở chùa Hưng Long ở xã Hán Lý. Ngài từng được vua Lý Nhân Tông mời vào cung để chữa khỏi bệnh sợ tắc kè cho vua. Đến ngày mồng 3 tháng 6 năm Giáp Tuất (1094) thì ngài hóa, thọ 79 tuổi.
Đền Cõi từng được nhắc đến trong tấm bia "Chú tượng bi ký" của đền năm 1701. Ngôi đền xưa nằm cạnh đường 391 nhưng vì chiến tranh, loạn lạc mà bị tháo dỡ, di chuyển nhiều lần đến vị trí hiện nay. Hiện nay, đền vẫn giữ được 3 pho tượng đồng của các vị thiền sư được đúc vào năm 1697. Đặc biệt quý giá là tại đền Cõi hiện vẫn còn lưu giữ được một quả chuông cổ có tên: "Quang Miếu linh từ dạng chú hồng chung" do nhân dân 2 làng Hàm Hy và Hòa Nhuệ đúc vào ngày mồng 10 tháng 9 năm 1824.